# Katie Rood
Kathryn Elizabeth Rood (Middlesbrough, 2 settembre 1992) è una calciatrice neozelandese, centrocampista o attaccante del Hearts e della nazionale neozelandese.

## Caratteristiche tecniche
Può giocare sia come centrocampista che come attaccante su entrambi i lati del campo. È dotata di un buon controllo del pallone e di precisione nel tiro. Un'altra dote è la velocità.

## Carriera

### Club
Nata a Middlesbrough, in Inghilterra, ma di nazionalità neozelandese, inizia la carriera nel North Force. Dal 2010 al 2017 gioca nel Glenfield Rovers, squadra di Auckland, tranne per un breve periodo nel 2012, quando è impegnata in Inghilterra, con il Lincoln City.
Nel 2017 va in prova alla Juventus, in Italia,  venendo tesserata ufficialmente il 21 agosto. Debutta in bianconero il 9 settembre, nel ritorno del primo turno di Coppa Italia, in casa a Vinovo contro il Torino, giocando titolare e realizzando una doppietta, con due reti nel giro di un minuto, al 25' e al 26', gol del 3-0 e 4-0 in una gara che finirà poi 8-0. La prima in campionato la gioca invece il 28 ottobre, subentrando al 76' a Sanni Franssi nel successo per 4-1 sul campo dell'Empoli.

### Nazionale
Nel 2012 Rood partecipa con l'Under-20 neozelandese al Mondiale di categoria in Giappone. Viene utilizzata a gara in corso nella seconda gara del girone contro le padrone di casa, pareggiata per 2-2 e nell'ultima, persa per 4-0 contro il Messico. Le Football Ferns vengono eliminate a causa del terzo posto nel loro raggruppamento. Quattro mesi prima aveva invece vinto il campionato oceaniano Under-20 giocato in casa, grazie a tre vittorie in tre gare, segnando tre reti in due gare giocate.
Il 20 settembre 2017 debutta in nazionale maggiore, entrando al 93' al posto di Betsy Hassett nella sconfitta per 5-0 in amichevole contro gli Stati Uniti in trasferta a Cincinnati.
Tom Sermanni, CT della nazionale neozelandese dal 2018, decide di convocarla per la Coppa delle nazioni oceaniane di Nuova Caledonia 2018, dove pur non essendo impiegata in campo condivide con le compagne la conquista del trofeo, e l'anno dopo all'edizione inaugurale della Cup of Nations, dove scende in campo in due incontri e siglando la rete del parziale 1-0 sull'Argentina, incontro poi terminato 2-0 per le Ferns. Sermanni tuttavia decide di non inserirla nella lista delle giocatrici convocate per il Mondiale di Francia 2019.

## Statistiche

### Presenze e reti nei club
Statistiche aggiornate al 21 maggio 2018.
| Stagione        | Squadra         | Campionato      | Campionato | Campionato | Coppe nazionali | Coppe nazionali | Coppe nazionali | Coppe continentali | Coppe continentali | Coppe continentali | Altre coppe | Altre coppe | Altre coppe | Totale | Totale |
| Stagione        | Squadra         | Comp            | Pres       | Reti       | Comp            | Pres            | Reti            | Comp               | Pres               | Reti               | Comp        | Pres        | Reti        | Pres   | Reti   |
| --------------- | --------------- | --------------- | ---------- | ---------- | --------------- | --------------- | --------------- | ------------------ | ------------------ | ------------------ | ----------- | ----------- | ----------- | ------ | ------ |
| 2017-2018       | Juventus        | A               | 6          | 0          | CI              | 3               | 4               | -                  | -                  | -                  | -           | -           | -           | 9      | 4      |
| Totale carriera | Totale carriera | Totale carriera | 6          | 0          | -               | 3               | 4               | -                  | -                  | -                  | -           | -           | -           | 9      | 4      |

### Cronologia presenze e reti in Nazionale
(parziali)

| Cronologia completa delle presenze e delle reti in nazionale ― Nuova Zelanda | Cronologia completa delle presenze e delle reti in nazionale ― Nuova Zelanda | Cronologia completa delle presenze e delle reti in nazionale ― Nuova Zelanda | Cronologia completa delle presenze e delle reti in nazionale ― Nuova Zelanda | Cronologia completa delle presenze e delle reti in nazionale ― Nuova Zelanda | Cronologia completa delle presenze e delle reti in nazionale ― Nuova Zelanda | Cronologia completa delle presenze e delle reti in nazionale ― Nuova Zelanda | Cronologia completa delle presenze e delle reti in nazionale ― Nuova Zelanda |
| Data                                                                         | Città                                                                        | In casa                                                                      | Risultato                                                                    | Ospiti                                                                       | Competizione                                                                 | Reti                                                                         | Note                                                                         |
| ---------------------------------------------------------------------------- | ---------------------------------------------------------------------------- | ---------------------------------------------------------------------------- | ---------------------------------------------------------------------------- | ---------------------------------------------------------------------------- | ---------------------------------------------------------------------------- | ---------------------------------------------------------------------------- | ---------------------------------------------------------------------------- |
| 20-9-2017                                                                    | Cincinnati                                                                   | Stati Uniti                                                                  | 5 – 0                                                                        | Nuova Zelanda                                                                | Amichevole                                                                   | -                                                                            | 93’                                                                          |
| 3-3-2019                                                                     | Brisbane                                                                     | Argentina                                                                    | 0 – 2                                                                        | Nuova Zelanda                                                                | Cup of Nations 2019                                                          | 1                                                                            | 62’                                                                          |
| 6-3-2019                                                                     | Melbourne                                                                    | Corea del Sud                                                                | 2 – 0                                                                        | Nuova Zelanda                                                                | Cup of Nations 2019                                                          | -                                                                            | 86’                                                                          |
| Totale                                                                       |                                                                              | Presenze                                                                     | 3                                                                            |                                                                              | Reti                                                                         | 1                                                                            |                                                                              |

## Palmarès

### Club
- Campionato italiano: 1

Juventus: 2017-2018

### Nazionale
- Campionato oceaniano femminile Under 20 di calcio: 1

Nuova Zelanda 2012